# Tamnyrankin

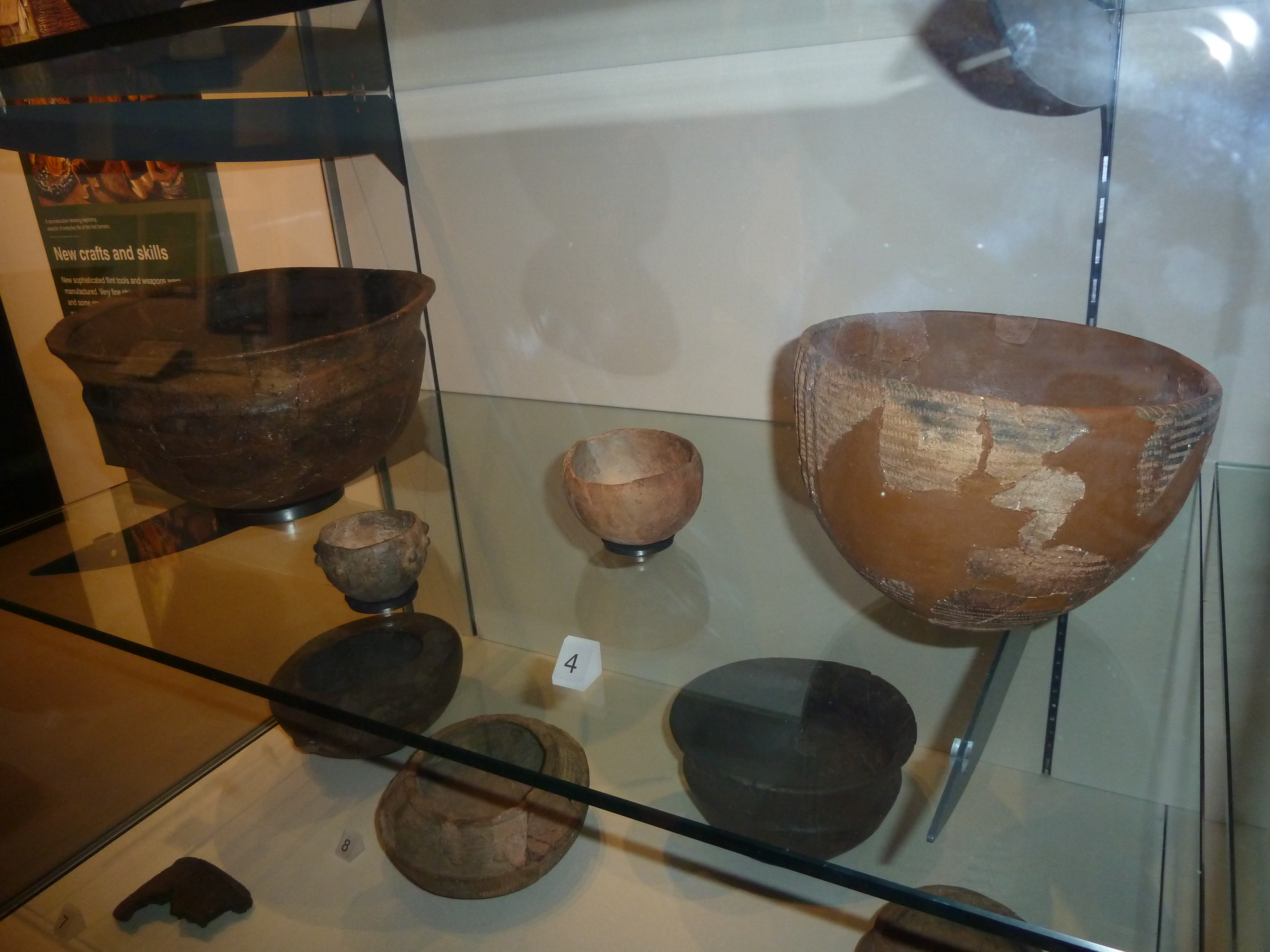
Grabungsfunde aus Tamnyrankin

Das Nordwest-Südost orientierte Court Tomb von Tamnyrankin (irisch Tamhnach Uí Rancáin) liegt im „Glenullin bog“ (Moor) bei Swatragh im County Londonderry in Nordirland und ist eine der gut erhaltenen Megalithanlagen dieses Typs, der in der irischen Jungsteinzeit (etwa 3200 v. Chr.) entstand. Court Tombs gehören zu den megalithischen Kammergräbern (englisch chambered tombs) der Britischen Inseln. Sie werden mit etwa 400 Exemplaren nahezu ausschließlich in Ulster im Norden von Irland beziehungsweise in Nordirland gefunden.
Die aus eng stehenden, kantigen, bis zu 1,5 m hohen Blöcken bestehende ungewöhnlicherweise gerade Fassade, im Südosten des Court Tombs ist komplett erhalten, aber von Meerginster überwuchert. Einige Randsteine der Einfassung sind erhalten und der 26,5 m lange und neun bis zehn Metern breite Hügel ist in hervorragendem Zustand. Der mit sieben Metern recht tiefe Vorhof ist 4,6 m breit. Die etwa neun Meter lange Galerie hat zwei durch seitliche Pfosten markierte Kammern, vor denen sich eine Vorkammer oder ein kleiner Gangbereich von etwa 1,62 m × 1,15 m Größe befindet. Die beschädigten Zugangspfosten weisen auf einen spitzwinkelig zugehauenen Zugang. Die Kammern zeigen Ansätze einer Bedeckung durch ein Kraggewölbe.
An der Rückseite des mit Ginster bewachsenen Steinhügels, der 1940 durch Ivor J. Herring ausgegraben wurde, befindet sich ein später angefügter Bereich. Er besteht aus einem etwa einen Meter breiten Gang, der quer durch den Hügel führt. Es könnte sich dabei ursprünglich um zwei von den Seiten her zugängliche Kammern handeln, deren Trennwand abhandenkam.
Die Funde bestanden aus dem Leichenbrand eines erwachsenen Mannes, spätneolithischen Schüsseln mit einer Verzierung des oberen Bereichs der in Dreiecken ausläuft und Feuersteingeräten. In unmittelbarer Nähe der Anlage wurden drei Urnen mit Knochenmaterial gefunden.
Etwa 100 m südwestlich zeigen drei knapp einen Meter hohe Menhire eine runde Struktur an, die der Hof eines weiteren Court tombs, oder der Rest eines Steinkreises sein könnte. In der Nähe liegt das Court Tomb von Knockoneill.